# ラシャド・エヴァンス

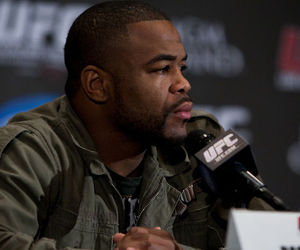
UFC 145の記者会見にて (2012年)

ラシャド・エヴァンス（Rashad Evans、1979年9月25日 - ）は、アメリカ合衆国の男性総合格闘家。ニューヨーク州ナイアガラフォールズ出身。フロリダ州在住。サンフォードMMA所属。元UFC世界ライトヘビー級王者。TUF 2ヘビー級優勝。UFC殿堂入り。
身長180cmと小柄ながら、The Ultimate Fighter 2のヘビー級トーナメントを制し、その後無敗のままUFC世界ライトヘビー級王座を獲得した。2019年7月には、現役時代の功績が評価され、UFC殿堂入りを果たした。

## 来歴
幼い頃に空手を経験。ナイアガラ・ウィートフィールド高校時代はレスリングを経験し、ニューヨーク州王者に2度輝き、州代表にも2度選出された。その後、1999年にはNJCAAで第4位、2000年にはNJCAA王者に輝いた。ミシガン州立大学時代はNCAAディビジョン1に参加し、大学時代の戦績は通算48勝34敗だった。
元UFCスーパーファイト王者ダン・スバーンのコーチで総合格闘技を始め、2004年にプロ総合格闘技デビュー。その後、小規模大会で5戦全勝の記録を残し、この活躍によりThe Ultimate Fighterへの出場が決定する。

### The Ultimate Fighter
2005年、UFCのリアリティ番組「The Ultimate Fighter」のシーズン2に参加し、リッチ・フランクリンのチームに所属。身長180cmと出場選手9人の中で最も身長が小柄で、体重も2番目に軽かったため、全試合でアンダードッグとなっていたが、トム・マーフィー、マイク・ホワイトヘッド、キース・ジャーディンに判定勝ちを収めヘビー級トーナメントの決勝進出を果たした。11月5日に行なわれた決勝では身長201cmのブラッド・アイムスに2-1の判定勝ちを収め、UFCとの契約を獲得した。

### UFC
2006年4月6日、UFC本戦初出場となったUltimate Fight Night 4でサム・ホーガーと対戦し、2-1の判定勝ち。なお、エヴァンスはこの試合から階級をライトヘビー級に落とした。
2006年6月28日、Ultimate Fight Night 5でThe Ultimate Fighter シーズン1ファイナリストのステファン・ボナーと対戦し、2-0の判定勝ち。
2007年1月25日、UFC Fight Night: Evans vs. Salmonでショーン・サーモンと対戦。2Rに右ハイキックで失神KO勝ち。ノックアウト・オブ・ザ・ナイトを受賞した。
2007年7月7日、UFC 73で元UFC世界ライトヘビー級王者のティト・オーティズと対戦。2Rにオーティズがエヴァンスのテイクダウンを防ぐ際に金網を掴んで減点1を受け、0-0の判定ドロー。
2007年11月17日、UFC 78で同じくThe Ultimate Fighter優勝者のマイケル・ビスピンと対戦し、2-1の判定勝ち。ビスピンにキャリア初黒星を付けた。
2008年6月7日、UFC 85で元UFC世界ライトヘビー級王者のチャック・リデルと対戦予定であったが、リデルの右大腿屈筋損傷により試合は中止となった。同年9月6日、UFC 88で改めてリデルと対戦し、2Rにカウンターの右フックで失神KO勝ち。ノックアウト・オブ・ザ・ナイトを受賞した。

#### UFC世界王座獲得
2008年12月27日、UFC 92のUFC世界ライトヘビー級タイトルマッチで王者フォレスト・グリフィンに挑戦。3R中盤にグリフィンのミドルキックをキャッチし右ストレートでダウンを奪い、グラウンドコントロールからパウンドでTKO勝ちを収め王座獲得に成功。ファイト・オブ・ザ・ナイトを受賞した。

#### 世界王座陥落
2009年5月23日、UFC 98のUFC世界ライトヘビー級タイトルマッチで挑戦者のリョート・マチダと対戦し、2Rに左フックでKO負け。キャリア15戦目で初黒星を喫すると同時に王座陥落となった。
2009年9月から12月にかけて放送された「The Ultimate Fighter」シーズン10でヘッドコーチを務めた。同じくヘッドコーチを務めたクイントン・"ランペイジ"・ジャクソンとはシーズン中から舌戦を繰り広げるなど因縁を深めたが、シーズン終了後ランペイジは映画出演を優先しコーチ対決を拒否した。
2010年1月2日、UFC 108でチアゴ・シウバと対戦し、3-0の判定勝ち。試合後、「アクター（ジャクソン）がUFCのファイトに戻ってくると聞いている。ランペイジとやりたい」とジャクソンに対戦要求した。
2010年5月29日、UFC 114で因縁浅からぬクイントン・"ランペイジ"・ジャクソンと対戦し、3-0（30-27、30-27、29-28）の判定勝ちを収めた。なお、この試合のPPV販売件数は約105万件に昇った。
2011年、ジャクソンズMMAを離れインペリアル・アスレチックスへ移籍。ラシャド本人のコメントによると、チームメイトのジョン・ジョーンズがUFCライトヘビー王座戴冠後にラシャドとの対戦を受け入れる旨の発言をし、そのことがきっかけで軋轢が生じることとなり、最終的に移籍するに至ったことが示唆されている。
2011年8月6日、UFC 133でティト・オーティズと約4年ぶりに再戦。2R終盤にグラウンドでオーティズのボディーへ膝蹴りを突き刺しパウンドで2RTKO勝ち。ファイト・オブ・ザ・ナイトを受賞した。
2012年1月28日、UFC on FOX 2のライトヘビー級王座挑戦者決定戦でフィル・デイヴィスと対戦。フルラウンドに渡ってデイヴィスを圧倒し、ジャッジ3人が50-45の採点をつける内容で3-0の判定勝ちを収め、ジョン・ジョーンズが持つUFC世界ライトヘビー級王座への挑戦権を獲得した。
2012年4月21日、UFC 145で元チームメイトであるジョン・ジョーンズの持つUFC世界ライトヘビー級王座に挑戦。スタンドの攻防で劣勢となり、0-3の5R判定負けを喫し王座再獲得に失敗した。
2013年2月2日、UFC 156でアントニオ・ホジェリオ・ノゲイラと対戦し、0-3の判定負け。自身初の連敗となった。
2013年6月15日、UFC 161でライトヘビー級ランキング3位のダン・ヘンダーソンと対戦し、2-1の判定勝ち。
2013年11月16日、UFC 167でライトヘビー級ランキング6位のチェール・ソネンと対戦し、1R終盤にバックマウントからのパウンド連打でTKO勝ちを収めた。
2014年2月22日、UFC 170でダニエル・コーミエと対戦予定であったが、大会10日前に足の怪我により欠場した。
2015年1月24日、UFC on FOX 14でアレクサンダー・グスタフソンとの対戦が予定されるが、エヴァンスは負傷した膝のリハビリが長引いて出場できず、同年2月22日のUFC Fight Night: Bigfoot vs. Mirでグローバー・テイシェイラとの対戦が決定するも、テイシェイラが膝の負傷により欠場したため、エヴァンスの復帰戦は再び延期となった。
2015年10月3日、約2年ぶりの復帰戦となったUFC 192でライトヘビー級ランキング4位のライアン・ベイダーと対戦し、0-3の判定負け。
2016年4月16日、UFC on FOX 19でライトヘビー級ランキング4位のグローバー・テイシェイラと改めて対戦し、スタンドパンチ連打で1RKO負け。
2017年には階級をミドル級に下げるも、UFC 209でダニエル・ケリーに1-2の判定負け、UFC Fight Night: Pettis vs. Morenoではサム・アルヴィーに1-2の判定負けを喫し、ミドル級での試合は結局この2試合のみとなった。
2018年6月9日、ライトヘビー級復帰戦となったUFC 225でアンソニー・スミスと対戦し、開始53秒に右膝蹴りでKO負けを喫し、5連敗となった。
2018年6月25日、現役引退を表明。
2019年7月5日、UFC殿堂入り。
2019年9月20日、エヴァンスがUFCにリリースを要求し、リリースされた。

### Eagle FC
2022年1月28日、ハビブ・ヌルマゴメドフがプロモーターを務めるEagle FC初参戦となったEagle FC 44でガブリエル・チェッコと約3年7カ月ぶりの復帰戦を行い、3-0の判定勝ち。

## ファイトスタイル
スピーディーかつ重い打撃と高いレスリングスキル、また、テイクダウンからの強烈なパウンドを武器とし、スタンド、グラウンド共に穴のないスタイルを持つ。

## 人物・エピソード
- 現役時代からUFCのコメンテーターを務めている。
- 同じく総合格闘家のランス・エヴァンスは実弟。

## 戦績

### 総合格闘技
| 総合格闘技 戦績 | 総合格闘技 戦績 | 総合格闘技 戦績 | 総合格闘技 戦績 | 総合格闘技 戦績 | 総合格闘技 戦績 | 総合格闘技 戦績 |
| --------------- | --------------- | --------------- | --------------- | --------------- | --------------- | --------------- |
| 29 試合         | (T)KO           | 一本            | 判定            | その他          | 引き分け        | 無効試合        |
| 20 勝           | 7               | 2               | 11              | 0               | 1               | 0               |
| 8 敗            | 3               | 0               | 5               | 0               | 1               | 0               |

| 勝敗 | 対戦相手                             | 試合結果                         | 大会名                                                                    | 開催年月日     |
| ○    | ガブリエル・チェッコ                 | 5分3R終了 判定3-0                | Eagle FC 44                                                               | 2022年1月28日  |
| ×    | アンソニー・スミス                   | 1R 0:53 KO（右膝蹴り）           | UFC 225: Whittaker vs. Romero 2                                           | 2018年6月9日   |
| ×    | サム・アルヴィー                     | 5分3R終了 判定1-2                | UFC Fight Night: Pettis vs. Moreno                                        | 2017年8月5日   |
| ×    | ダニエル・ケリー                     | 5分3R終了 判定1-2                | UFC 209: Woodley vs. Thompson 2                                           | 2017年3月4日   |
| ×    | グローバー・テイシェイラ             | 1R 1:48 KO（スタンドパンチ連打） | UFC on FOX 19: Teixeira vs. Evans                                         | 2016年4月16日  |
| ×    | ライアン・ベイダー                   | 5分3R終了 判定0-3                | UFC 192: Cormier vs. Gustafsson                                           | 2015年10月3日  |
| ○    | チェール・ソネン                     | 1R 4:05 TKO（パウンド）          | UFC 167: St-Pierre vs. Hendricks                                          | 2013年11月16日 |
| ○    | ダン・ヘンダーソン                   | 5分3R終了 判定2-1                | UFC 161: Evans vs. Henderson                                              | 2013年6月15日  |
| ×    | アントニオ・ホジェリオ・ノゲイラ     | 5分3R終了 判定0-3                | UFC 156: Aldo vs. Edgar                                                   | 2013年2月2日   |
| ×    | ジョン・ジョーンズ                   | 5分5R終了 判定0-3                | UFC 145: Jones vs. Evans 【UFC世界ライトヘビー級タイトルマッチ】          | 2012年4月21日  |
| ○    | フィル・デイヴィス                   | 5分5R終了 判定3-0                | UFC on FOX 2: Evans vs. Davis                                             | 2012年1月28日  |
| ○    | ティト・オーティズ                   | 2R 4:48 TKO（パウンド）          | UFC 133: Evans vs. Ortiz                                                  | 2011年8月6日   |
| ○    | クイントン・"ランペイジ"・ジャクソン | 5分3R終了 判定3-0                | UFC 114: Rampage vs. Evans                                                | 2010年5月29日  |
| ○    | チアゴ・シウバ                       | 5分3R終了 判定3-0                | UFC 108: Evans vs. Silva                                                  | 2010年1月2日   |
| ×    | リョート・マチダ                     | 2R 3:57 KO（スタンドパンチ連打） | UFC 98: Evans vs. Machida 【UFC世界ライトヘビー級タイトルマッチ】         | 2009年5月23日  |
| ○    | フォレスト・グリフィン               | 3R 2:46 TKO（パウンド）          | UFC 92: The Ultimate 2008 【UFC世界ライトヘビー級タイトルマッチ】         | 2008年12月27日 |
| ○    | チャック・リデル                     | 2R 1:51 KO（右フック）           | UFC 88: Breakthrough                                                      | 2008年9月6日   |
| ○    | マイケル・ビスピン                   | 5分3R終了 判定2-1                | UFC 78: Validation                                                        | 2007年11月17日 |
| △    | ティト・オーティズ                   | 5分3R終了 判定0-0                | UFC 73: Stacked                                                           | 2007年7月7日   |
| ○    | ショーン・サーモン                   | 2R 1:06 KO（右ハイキック）       | UFC Fight Night: Evans vs. Salmon                                         | 2007年1月25日  |
| ○    | ジェイソン・ランバート               | 2R 2:22 KO（マウントパンチ）     | UFC 63: Hughes vs. Penn                                                   | 2006年9月23日  |
| ○    | ステファン・ボナー                   | 5分3R終了 判定2-0                | Ultimate Fight Night 5                                                    | 2006年6月28日  |
| ○    | サム・ホーガー                       | 5分3R終了 判定2-1                | Ultimate Fight Night 4                                                    | 2006年4月6日   |
| ○    | ブラッド・アイムス                   | 5分3R終了 判定2-1                | The Ultimate Fighter 2 Finale 【ヘビー級トーナメント 決勝】               | 2005年11月5日  |
| ○    | ジェイミー・ジャラ                   | 5分3R終了 判定3-0                | Gladiator Challenge 27: FightFest 2 【ライトヘビー級トーナメント 決勝】   | 2004年6月3日   |
| ○    | ヘクター・ラミレス                   | 5分2R終了 判定3-0                | Gladiator Challenge 27: FightFest 2 【ライトヘビー級トーナメント 準決勝】 | 2004年6月3日   |
| ○    | ブライアン・パードー                 | 1R 3:24 TKO（パンチ連打）        | Gladiator Challenge 26: FightFest 1 【ライトヘビー級トーナメント 1回戦】  | 2004年6月2日   |
| ○    | ダニー・アンダーソン                 | 1R 3:09 ギブアップ（パンチ連打） | Dangerzone 26: Professional Level Cage Fighting 【決勝】                  | 2004年4月10日  |
| ○    | デニス・リード                       | 1R 0:50 ギブアップ               | Dangerzone 26: Professional Level Cage Fighting 【1回戦】                 | 2004年4月10日  |

### 総合格闘技エキシビション
| 勝敗 | 対戦相手               | 試合結果          | 大会名                                                     | 開催年月日    |
| ○    | キース・ジャーディン   | 5分3R終了 判定3-0 | The Ultimate Fighter 2 【ヘビー級 準決勝】                 | 2005年7月11日 |
| ○    | マイク・ホワイトヘッド | 5分3R終了 判定3-0 | The Ultimate Fighter 2 【ヘビー級 エリミネイションバウト】 | 2005年7月8日  |
| ○    | トム・マーフィー       | 5分3R終了 判定3-0 | The Ultimate Fighter 2 【ヘビー級 エリミネイションバウト】 | 2005年6月25日 |

## 獲得タイトル
- Dangerzone 26 優勝（2004年）
- Gladiator Challengeライトヘビー級トーナメント 優勝（2004年）
- The Ultimate Fighter 2 ヘビー級トーナメント 優勝（2005年）
- 第9代UFC世界ライトヘビー級王座（2008年）

## 表彰
- ノーギ・ブラジリアン柔術 黒帯
- ガイドージュツ 黒帯
- UFC ファイト・オブ・ザ・ナイト（2回）
- UFC ノックアウト・オブ・ザ・ナイト（2回）
- UFC ノックアウト・オブ・ザ・イヤー（2008年/チャック・リデル戦）
- UFC殿堂入り（2019年）
- SHERDOG ファイター・オブ・ザ・イヤー（2008年）
- SHERDOG ノックアウト・オブ・ザ・イヤー（2008年/チャック・リデル戦）

## ペイ・パー・ビュー販売件数
| 開催年月日     | イベント                                                               | 販売件数  | 備考 |
| -------------- | ---------------------------------------------------------------------- | --------- | ---- |
| 2013年6月15日  | UFC 161: ラシャド・エヴァンス vs. ダン・ヘンダーソン                   | 14万件    |      |
| 2012年4月21日  | UFC 145: ジョン・ジョーンズ vs. ラシャド・エヴァンス                   | 70万件    |      |
| 2011年8月6日   | UFC 133: ラシャド・エヴァンス vs. ティト・オーティズ 2                 | 31万件    |      |
| 2010年5月29日  | UFC 114: クイントン・"ランペイジ"・ジャクソン vs. ラシャド・エヴァンス | 105万件   |      |
| 2010年1月2日   | UFC 108: ラシャド・エヴァンス vs. チアゴ・シウバ                       | 30万件    |      |
| 2009年5月23日  | UFC 98: ラシャド・エヴァンス vs. リョート・マチダ                      | 63万5千件 |      |
| 2008年12月27日 | UFC 92: フォレスト・グリフィン vs. ラシャド・エヴァンス                | 100万件   |      |
| 2008年12月27日 | UFC 88: チャック・リデル vs. ラシャド・エヴァンス                      | 48万件    |      |
| 2007年11月17日 | UFC 78: ラシャド・エヴァンス vs. マイケル・ビスピン                    | 40万件    |      |

## 出演

### 映画
- デス・ウォーリアー（2009年）
- ウォーリアー（2011年）

### CM
- マイクロソフト
- マッスルファーム